# Eric Sundquist
Eric Sundquist, född Erik Petrus Sundqvist 31 maj 1917 i Styrnäs, Västernorrlands län, död 27 juli 1985 i Nyland, Kramfors, var en svensk skådespelare.
Sundquist studerade vid Witzanskys och Calle Flygare teaterskolor.

## Filmografi
- 1940 – Lillebror och jag
- 1943 – Något stort sker
- 1943 – Elvira Madigan
- 1944 – Klockan på Rönneberga
- 1944 – Kejsarn av Portugallien
- 1945 – Resan bort
- 1945 – Galgmannen
- 1946 – Det glada kalaset
- 1947 – Dynamit
- 1948 – Ådalens poesi
- 1949 – Lång-Lasse i Delsbo
- 1950 – Rågens rike
- 1952 – När syrenerna blomma

### Fotnoter
1. 1 2  ”Eric Sundquist”. Svensk Filmdatabas. http://sfi.se/sv/svensk-filmdatabas/Item/?type=PERSON&itemid=202010&iv=OVERVIEW. Läst 15 augusti 2012.